# إريك أندرسون (لاعب كرة قدم أمريكية)
إريك أندرسون (بالإنجليزية: Erick Anderson)‏ هو لاعب كرة قدم أمريكية أمريكي، ولد في 7 أكتوبر 1968 في لونغ بيتش في الولايات المتحدة.

## وصلات خارجية
- إريك أندرسون على موقع مرجع كرة القدم المحترفة.كوم (الإنجليزية)